# Archandělský chrám

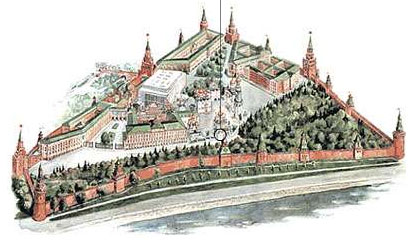
Poloha chrámu na mapě Kremlu

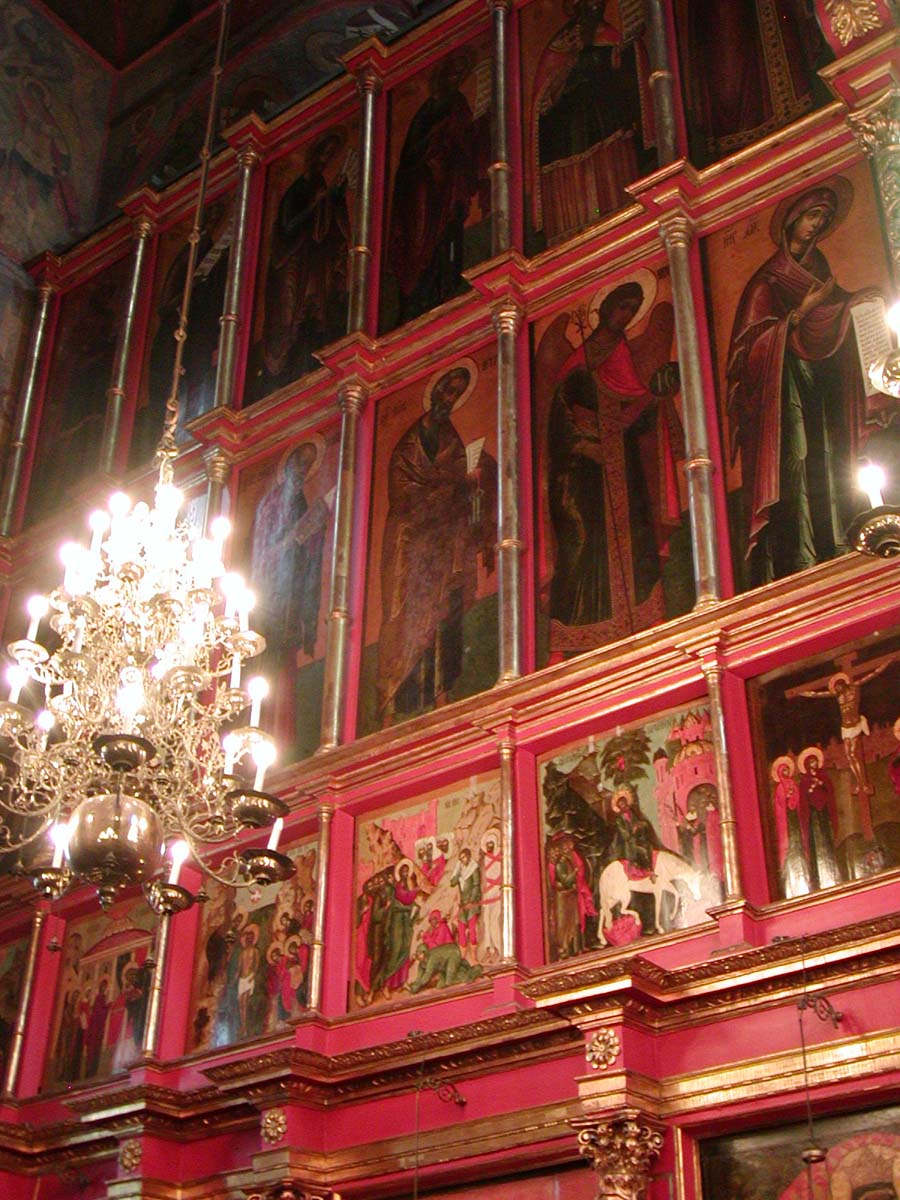
Ikonostas v interiéru chrámu s ikonami

Archandělský chrám nebo Chrám Archanděla Michaela (rusky Архангельский собор) je jedním ze tří chrámů na Chrámovém náměstí a patří k architektonicky nejmladším pravoslavným chrámům v moskevském Kremlu.

## Historie
První dřevěný kostel byl postaven v letech 1247–1248 moskevským knížetem Michailem Chorobritem, bratrem Alexandra Něvského. V  roce 1333 moskevský vládce Ivan I. Kalita nechal na jeho místě postavit bělokamenný chrám, který vysvětil metropolita Theognostus. Svatostánek byl postaven jako poděkování za ukončení hladu v zemi. Pravděpodobně to byl malý chrám s jednou kupolí. Sloužil jako hrobka velkoknížecí rodiny. Na konci 14. století chrám vymaloval Theofanés Řek a jeho studenti a také vytvořili nové ikony pro poschoďový ikonostas. Během požáru v roce 1475 byly zbořeny dřevěné kaple Vzkříšení a přepodobného Achila a byly znovu obnoveny v roce 1482. Začátkem 16. století se chrám rozpadal a byl přeplněn hrobkami. V roce 1505 byl na rozkaz Ivana III. zbořen.
V letech 1505 až 1508 byl od základu přebudován podle návrhu italského architekta Alevisia Noviho. Zasvěcen byl archandělu Michaelovi, který se v pravoslavné církvi těší velké úctě. Podle něj dostal i název "archandělský". Archanděl Michael byl ochráncem moskevských panovníků. Aleviz postavil tradiční kupolovitou baziliku s prvky italské architektury. Jako model své tvorby použil chrám Zesnutí přesvaté Bohorodice. V roce 1509 ho vysvětil metropolita Simon. Stavba měla sedm kaplí.
V roce 1547 stavbu postihl požár. Obrazy poškozené ohněm byly obnoveny mistry z Novgorodu a Pskova. V roce 1652, dekretem panovníka Alexeje Michajloviče, začalo obnovování nástěnných maleb. Mistři byli poučeni, aby sedřeli starou fresku a namalovali její kopii. Práce však byla pozastavena z důvodu nedostatku peněz v pokladně po dlouhých válkách s Polskem a Švédskem. Restaurování pokračovalo v roce 1660 a bylo dokončeno po šesti letech. V poslední etapě vedl skupinu mistrů malíř Šimon Fjodorovič Ušakov. S ním pracovalo devadesátdva umělců. V roce 1677 Ušakov vytvořil posmrtné parsuny carů Michaila Fjodoroviče a Alexeje Michajloviče. V roce 1680 vznikl nový vyřezávaný ikonostas.
Další poškození utrpěl chrám během Trojičného požáru v roce 1737, po kterém byl důkladně opraven během panování Alžběty Petrovny. Obnovu vedl kníže Dmitrij Uchtomskij. Výsledkem těchto prací bylo obložení místních ikon stříbrnými a pozlacenými pláty, restaurování portrétů carů a náhrobků. Centrální kupole získala cibulový tvar, část jižní fasády byla podepřena bílými kamennými opěrami, ze zakomar byly odstraněny dekorativní ozdoby. Po založení nezávislé moskevské eparchie v roce 1742 se chrám stal katedrálou.

## Popis chrámu
Chrám má pět kupolí, z nichž jedna je výrazně vyšší než ostatní. Kopule oživily areál Kremlu tím, že na rozdíl od ostatních kremelských kopulí byly stříbrné. Interiér chrámu je na rozdíl od velkolepějšího interiéru mnohem skromnější a ponuřejší. Odpovídá to účelu chrámu. Konaly se zde hlavně zádušní bohoslužby.
V chrámu jsou pohřbeni někteří panovníci Moskvy a Ruska:
- Ivan I. Kalita
- Michal I.
- Alexej I. Michajlovič
- Fjodor III. Alexejevič
- Ivan IV.
- Ivan V.
- Petr II.
- Fjodor I.
- Petr II. a další.

## Současnost
Tento kremelský chrám je v současnosti cílem návštěv turistů z celého světa. Slouží jako muzeum, ale konají se v něm i pravoslavné bohoslužby.